# 王小利
王小利（1969年—），黑龙江省嫩江县人，东北二人转演员，中国知名艺术家赵本山的徒弟之一。

## 生平
与路遥、张小飞、唐鉴军、王小宝、蔡维利、蔡小楼、王永会、张小光、小沈阳等多次合作小品、二人转等民间艺术。
2010年在中央电视台春节联欢晚会上与师傅赵本山、师弟小沈阳等人联袂出演小品《捐助》，自此开始被全国观众所熟知。

## 奬项
- 2011国剧盛典获2011年度最佳男配角